# Tro, hopp, kärlek
Tro, hopp, kärlek (engelska: Keeping the Faith) är en amerikansk romantisk komedifilm från år 2000, regisserad av Edward Norton.

## Handling
Den katolske prästen Brian Finn (Edward Norton) blir kär i sin barndomskamrat Anna Riley (Jenna Elfman) som i sin tur är förälskad i Brians bästa vän, rabbinen Jake Schram (Ben Stiller).

## Om filmen
Filmen regisserades av Edward Norton, som debuterade i regissörsrollen. Edward Norton spelade även en av huvudrollern och producerade filmen tillsammans med, bland andra, filmens manusförfattare Stuart Blumberg. Den hade biopremiär i USA den 14 april 2000.

## Rollista
| Ben Stiller           | – Rabbi Jake Schram |
| Edward Norton         | – Fader Brian Finn  |
| Jenna Elfman          | – Anna Riley        |
| Anne Bancroft         | – Ruth Schram       |
| Eli Wallach           | – Rabbi Ben Lewis   |
| Ron Rifkin            | – Larry Friedman    |
| Miloš Forman          | – Fader Havel       |
| Holland Taylor        | – Bonnie Rose       |
| Lisa Edelstein        | – Ali Decker        |
| Rena Sofer            | – Rachel Rose       |
| Ken Leung             | – Don               |
| Brian George          | – Paulie Chopra     |
| Catherine Lloyd Burns | – Debbie            |
| Susie Essman          | – Ellen Friedman    |
| Stuart Blumberg       | – Len               |

### Fotnoter
1. ↑  ”Keeping the Faith” (på engelska). Box Office Mojo. 14 april 2000. http://www.boxofficemojo.com/movies/?id=keepingthefaith.htm. Läst 11 januari 2017.